# Erdei nefelejcs
Az erdei nefelejcs (Myosotis sylvatica) a borágófélék (Boraginaceae) családjába tartozó növényfaj.
Fogyasztása nem javasolt, ugyanis a növény pirrolizidin alkaloidokat tartalmaz, amelyek bizonyítottan mérgezők a máj számára!

## Előfordulása
Ez a növényfaj Európában mindenhol előfordul. Ázsia mérsékelt övében és trópusi részein is vannak állományai. Afrikába, Észak- és Dél-Amerikába, valamint Ausztráliába és Új-Zélandra betelepítették. A Mátrában megtalálhatóak állományai.

## Megjelenése
Ez a lágy szárú, évelő növényfaj, felálló szárú, 50 centiméter magas borágóféle. Szárát, puha szőrzet borítja. Az alsó levelek szárai tőlevélrózsába rendeződtek, a felső levelek pedig levélszár nélküliek. Virágai szürkés-kékek, 8 milliméter átmérőjűek; oldalról nézve laposak. Cső alakú csészelevelein, horgos szőrzet látható. Termései fényes, sötétbarnák.

## Életmódja
Az erdei nefelejcs általában az erdőkben, köves és sziklás helyeken nő.
A virágzási ideje április–július között van.

## Képek

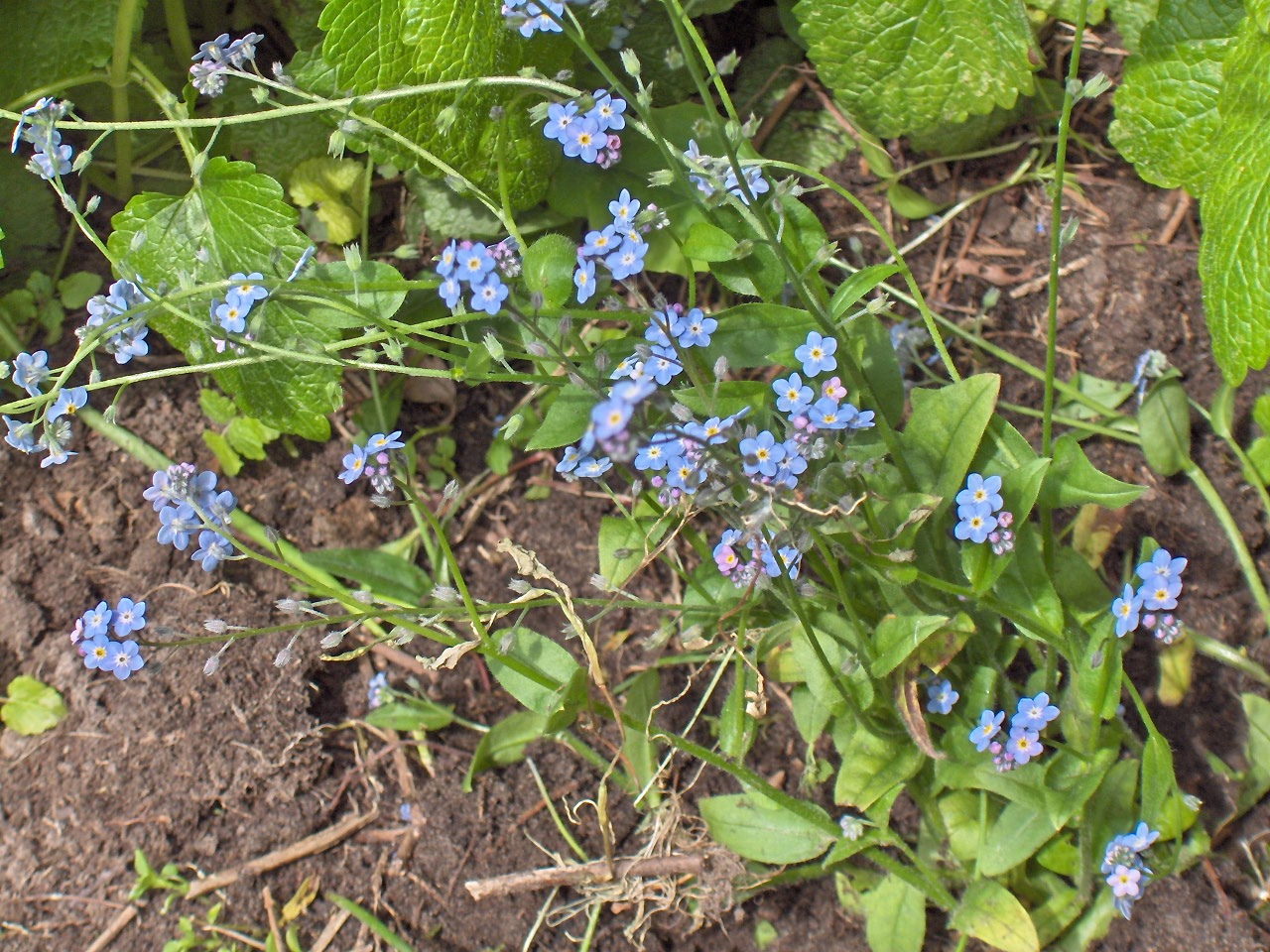
A növény
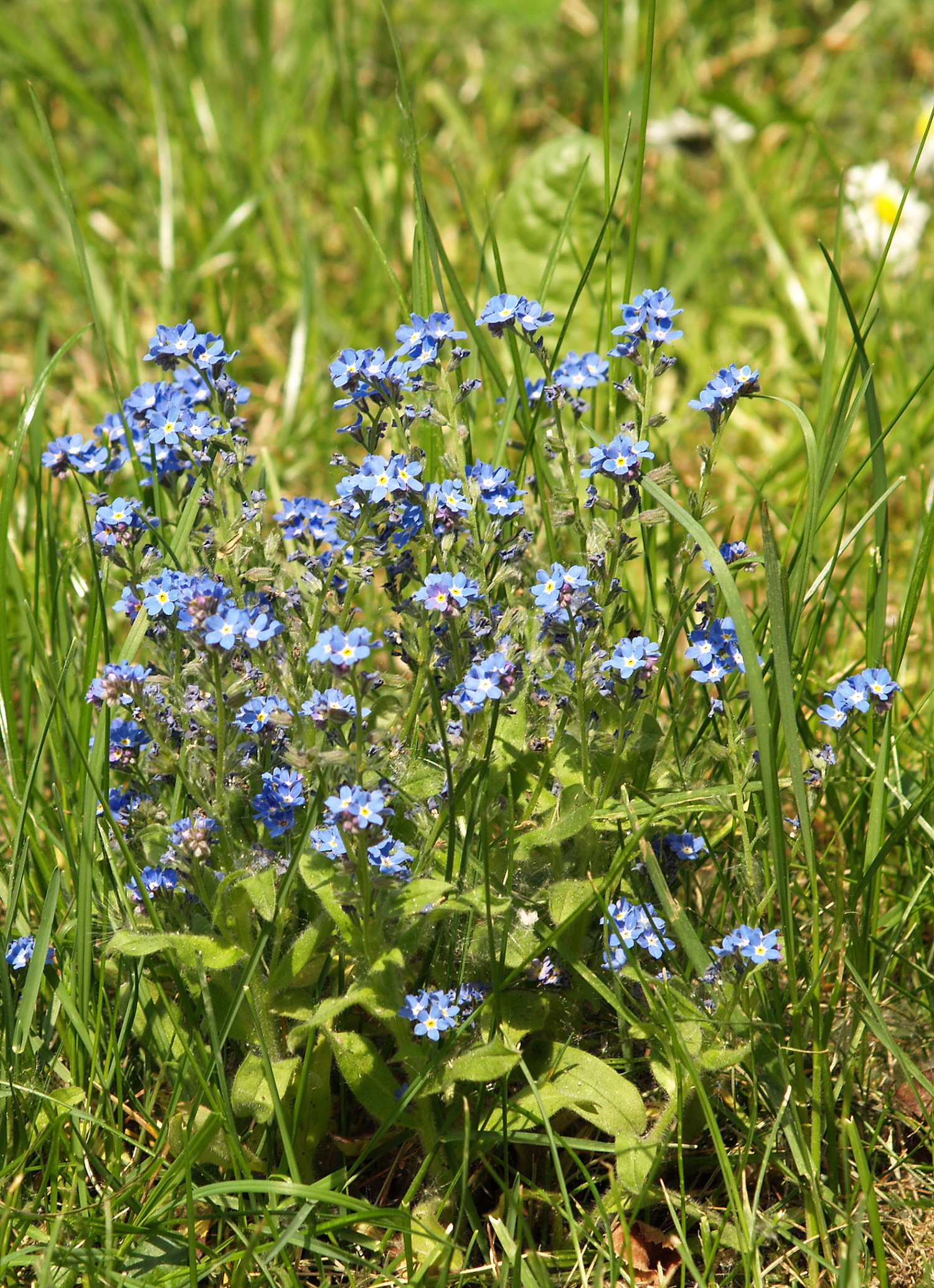
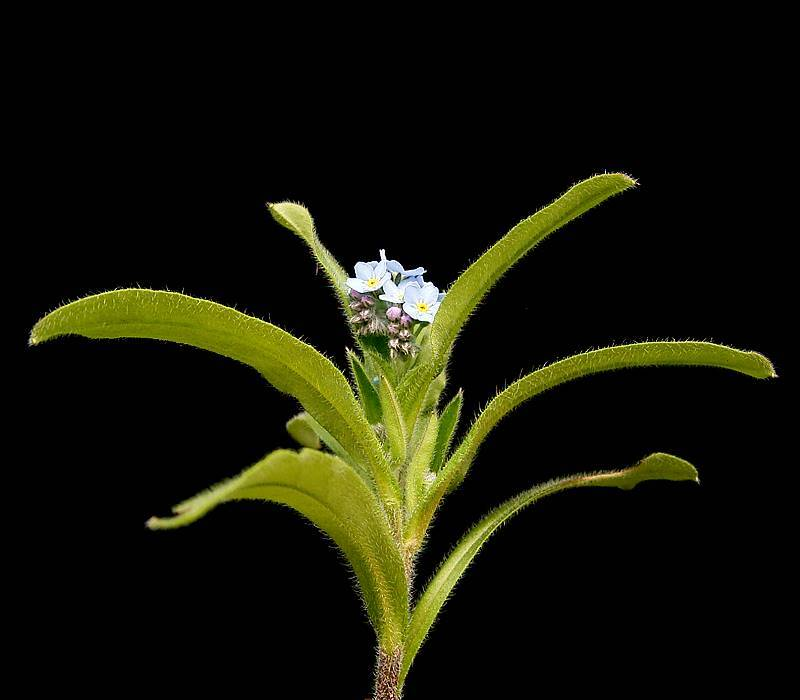
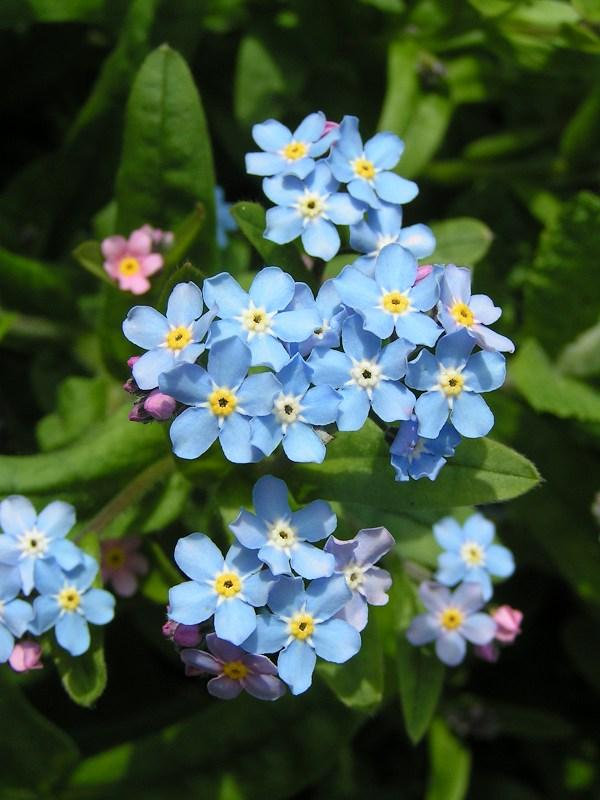
Virágai
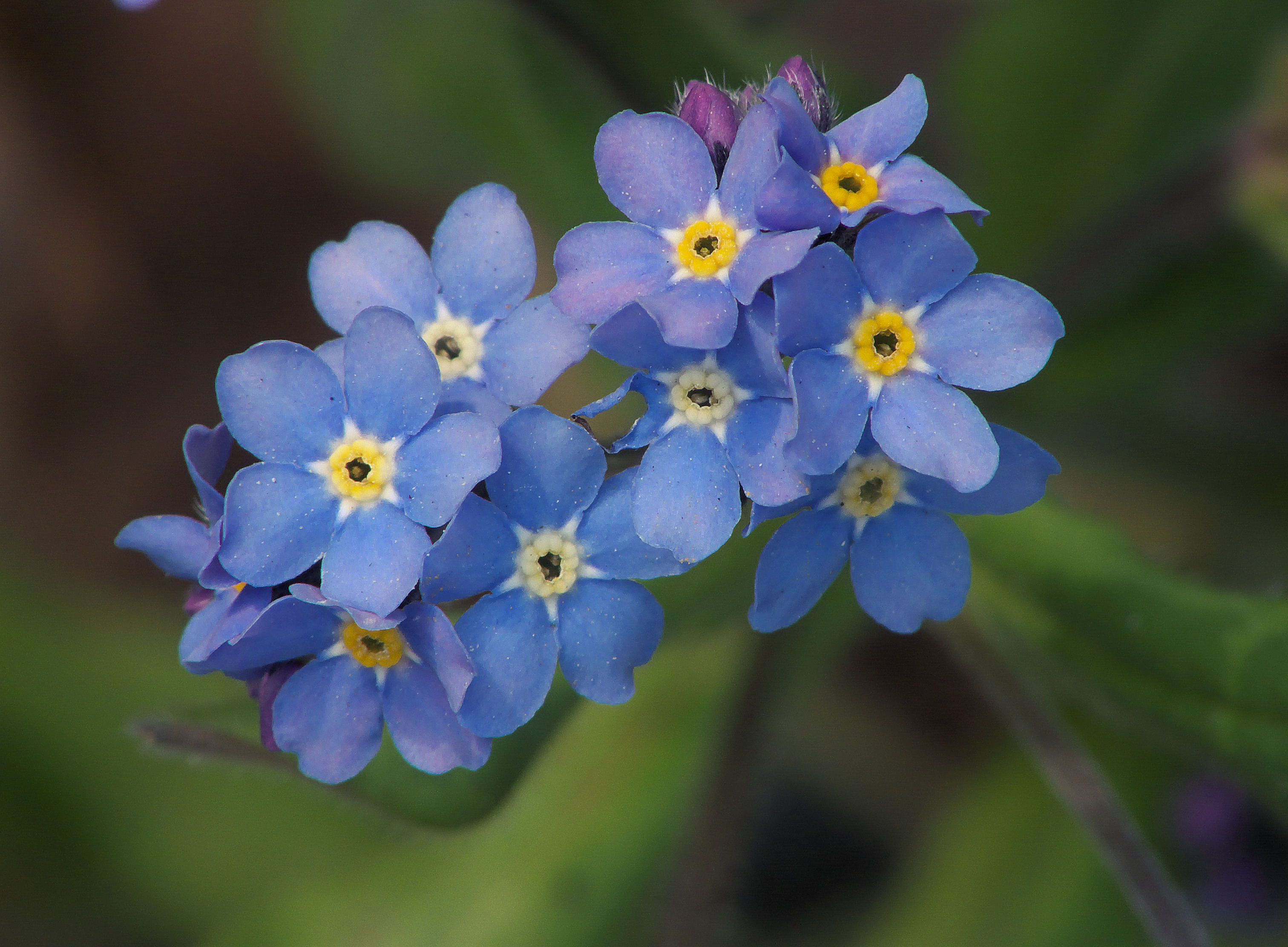
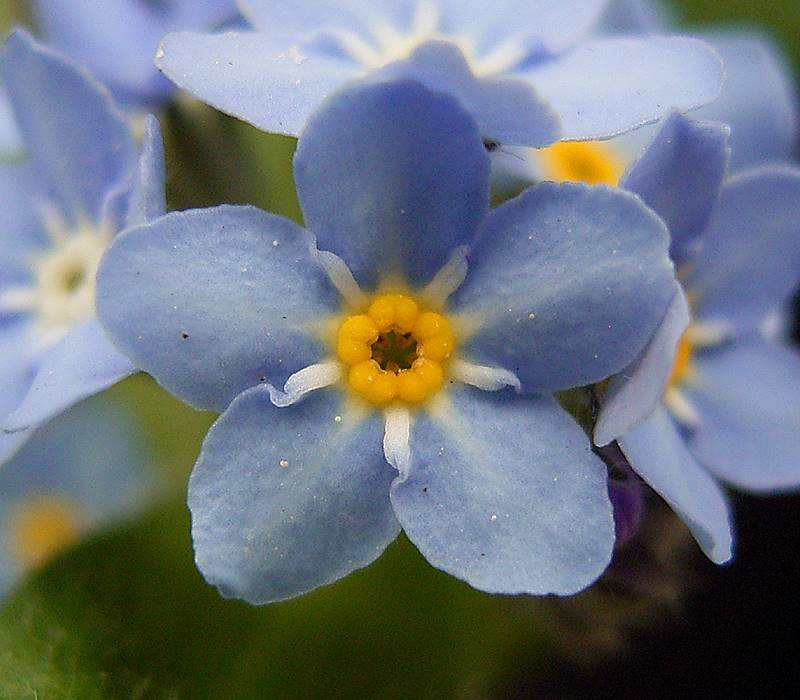
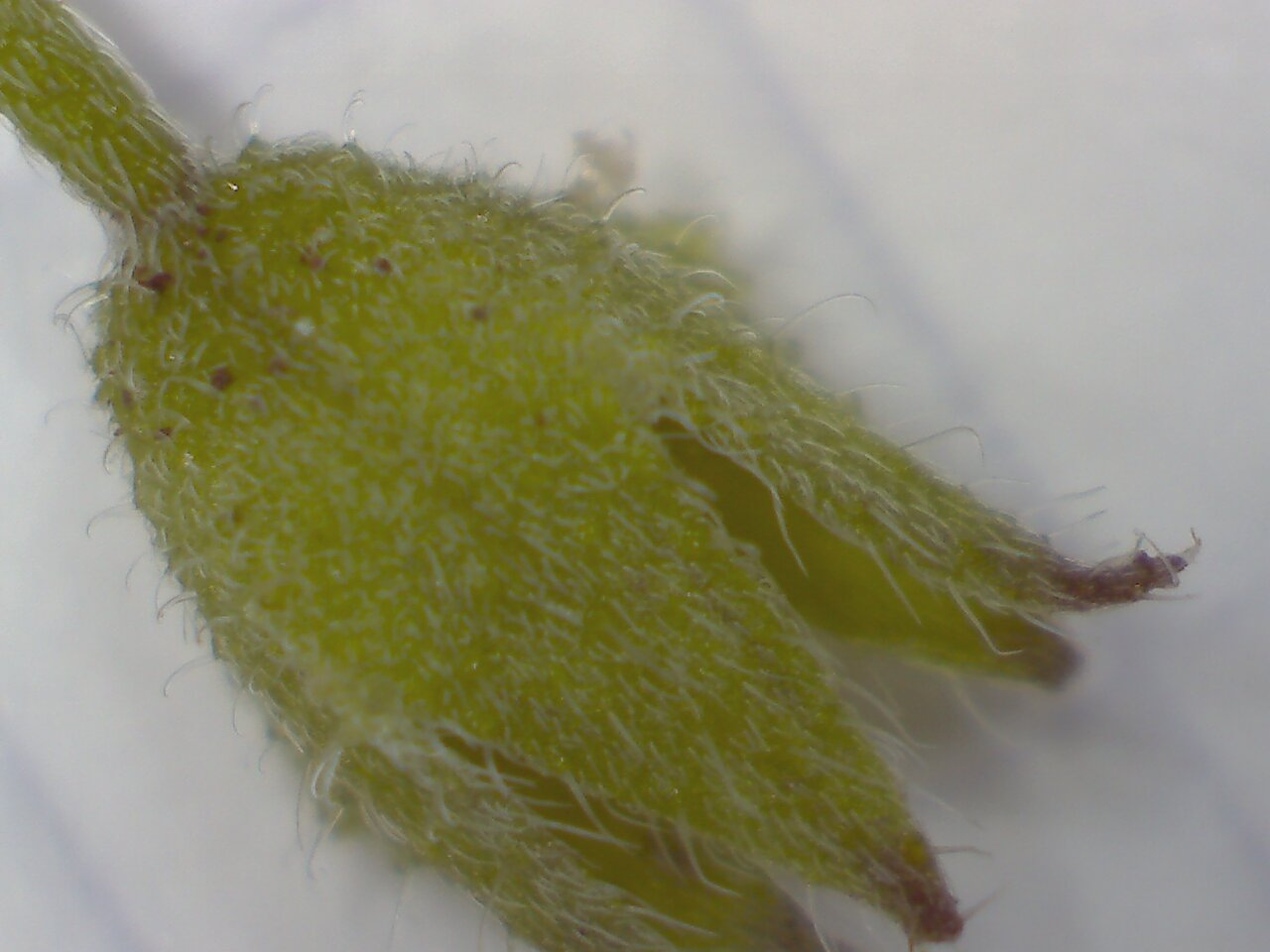
Csészelevelei
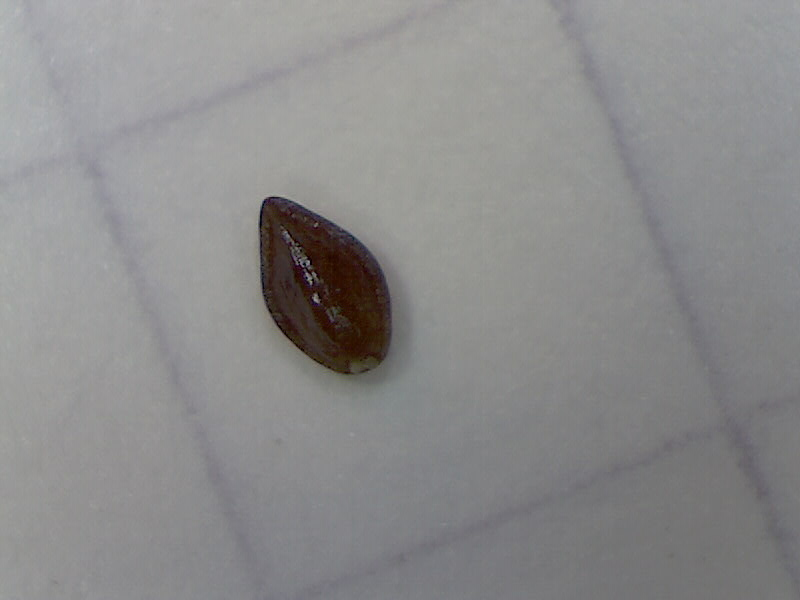
Termése
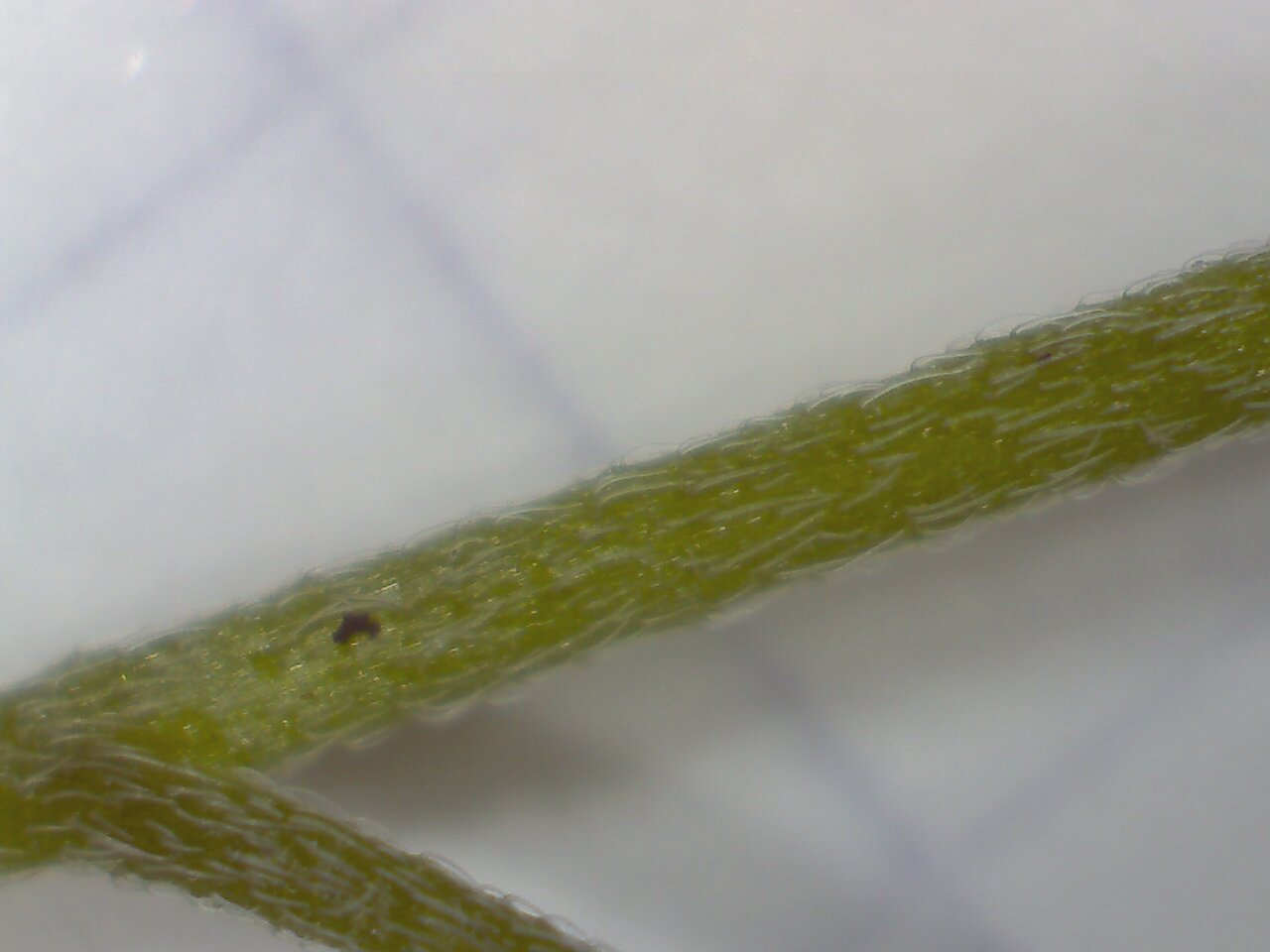
Szára
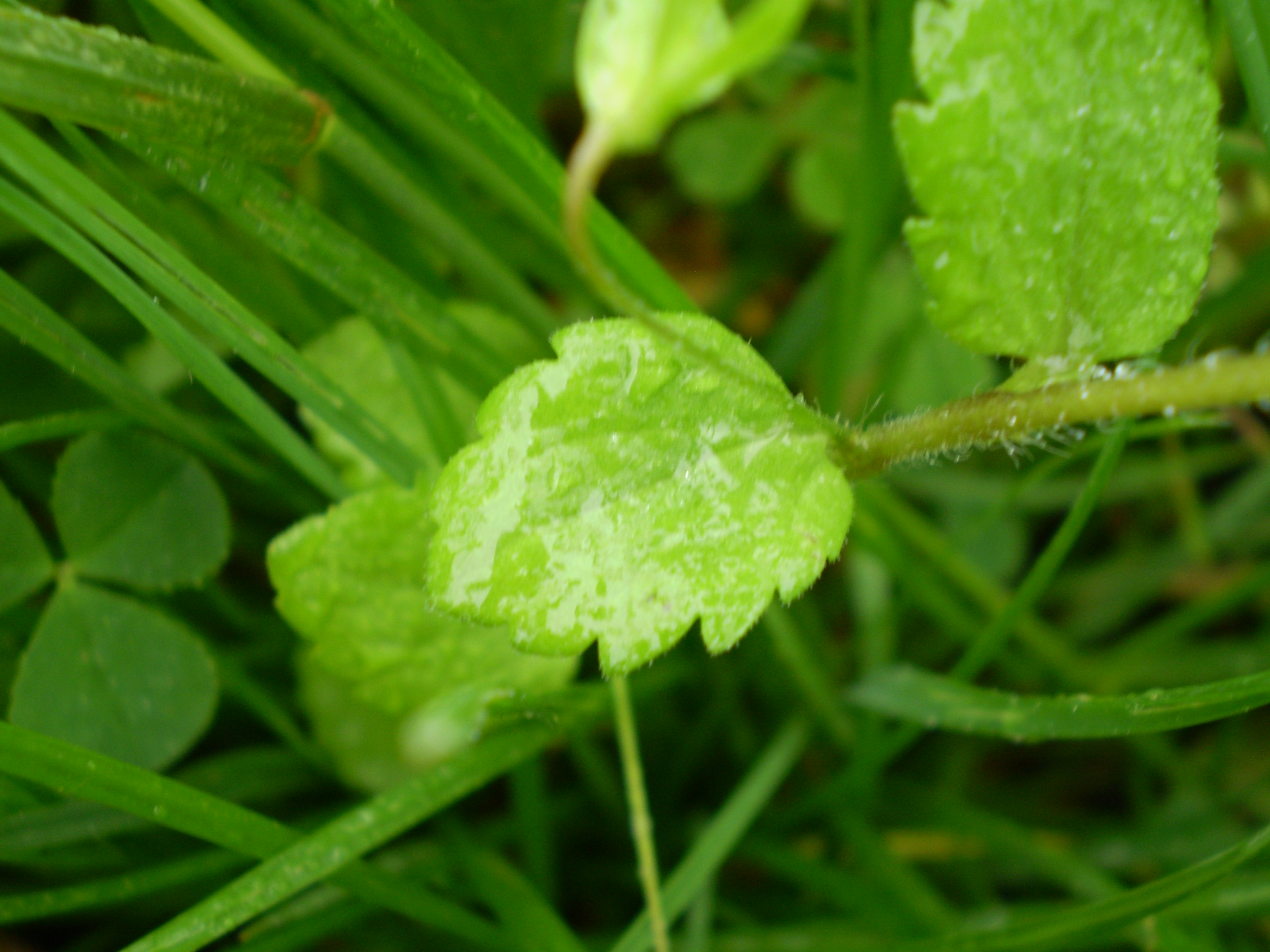
Levelei
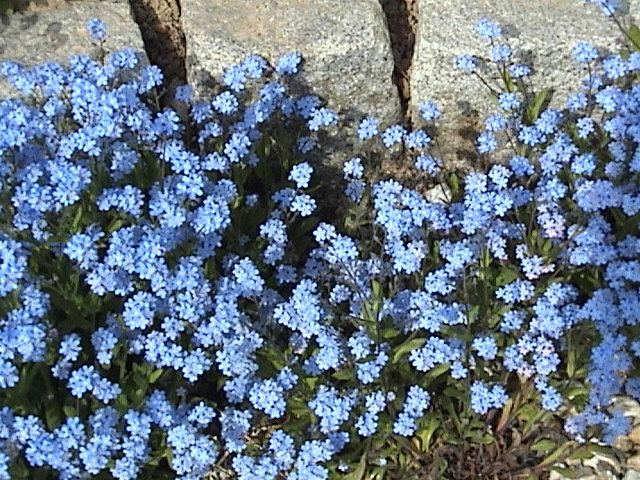
Termesztett változatok
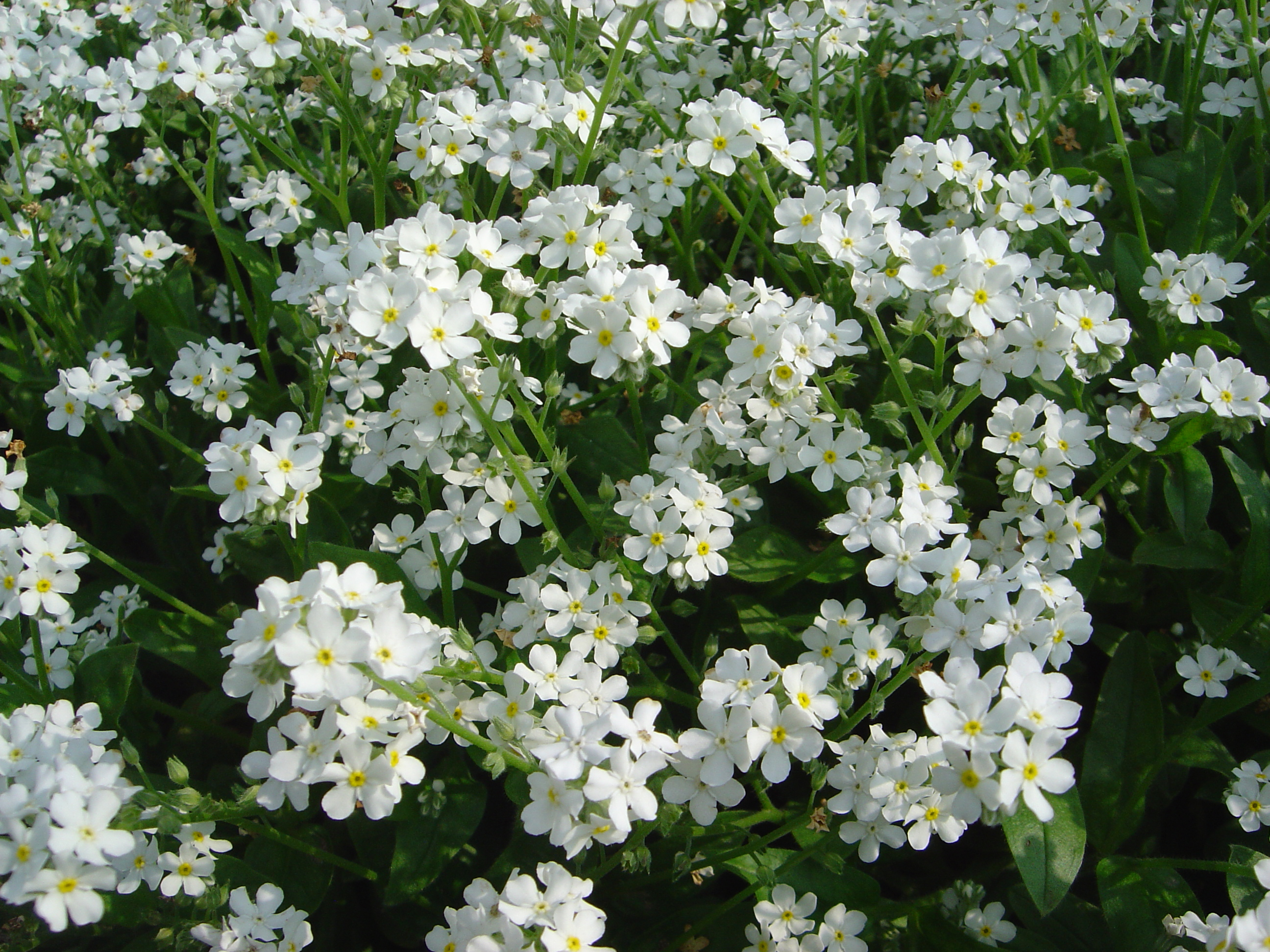
Fehér Sylvatica 'Snowsylva'
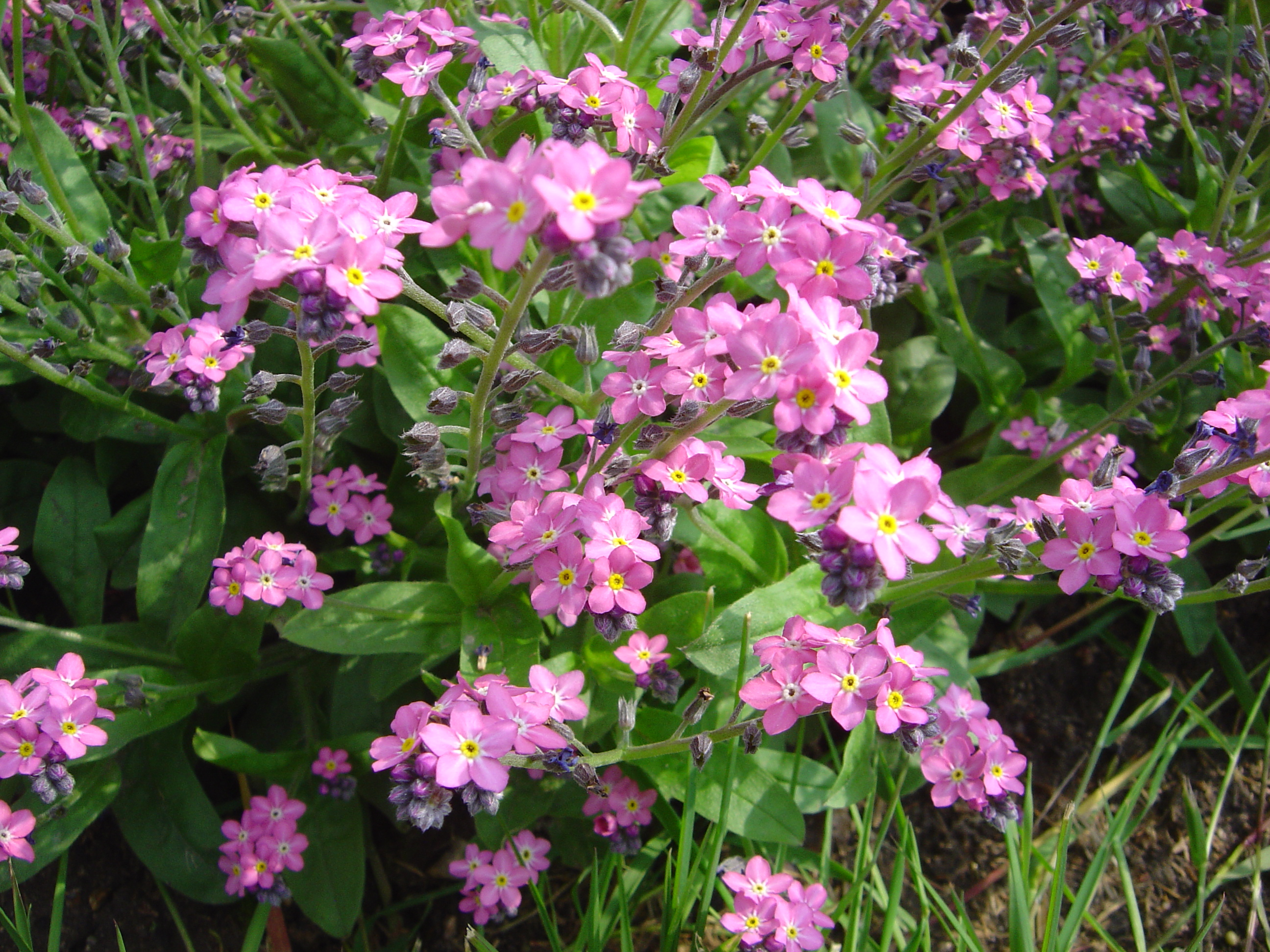
Sylvatica 'Rosylva'
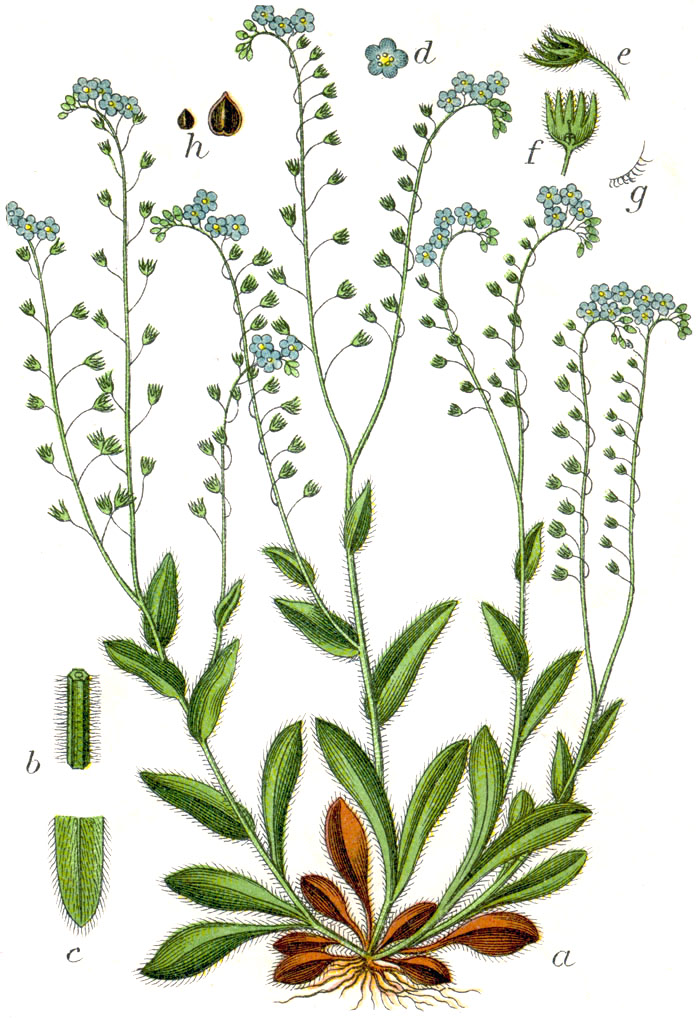
Rajz a növényről

### Fordítás
- Ez a szócikk részben vagy egészben  a   Myosotis sylvatica című angol Wikipédia-szócikk ezen változatának fordításán alapul.  Az eredeti cikk szerkesztőit annak laptörténete sorolja fel. Ez a jelzés csupán a megfogalmazás eredetét és a szerzői jogokat jelzi, nem szolgál a cikkben szereplő információk forrásmegjelöléseként.